# St. Joe Company
Die St. Joe Company, bis Mai 1996 St. Joe Paper Company, ist ein amerikanisches Immobilienunternehmen mit Sitz in Watersound (Florida). Von 1936 bis Anfang der 2000er Jahre war das Unternehmen unter der Kontrolle des Alfred I. duPont Testamentary Trust.

## Geschichte
1926 ließ sich der Unternehmer Alfred I. du Pont aus Delaware in Florida nieder. In Florida waren nach dem Endes des Landbooms die Grundstückspreise stark gesunken. Dies bot du Pont und seinem mit den Geschäften beauftragten Schwager Edward Ball die Möglichkeit, größere Ländereien zu günstigen Preisen zu erwerben. So erwarb er unter anderem 97.000 Hektar im Nordwesten Floridas. Der Kauf umfasste fast die gesamte Stadt Port St. Joe, zwei Bahngesellschaften, mehrere Telefongesellschaften, eine Landentwicklungsgesellschaft, einen Hafen sowie ein Sägewerk. Der Plan war, dieses Gebiet durch den Bau einer Papierfabrik weiterzuentwickeln. Nach dem Tod von Alfred du Pont 1935 wurde dieser Plan mit der Gründung der St. Joe Paper Company am 25. Mai 1936 umgesetzt. Bis zum 31. Mai 1940 war die Gesellschaft ein Joint-Venture mit der Mead Corporation aus Ohio. Die Anteile von du Pont wurden zunächst über die Almours Securities gehalten. Nach der Gründung der Stiftung Alfred I. duPont Testamentary Trust übernahm diese die Anteile. Mit der Stiftung wurde die gemeinnützige Nemours Foundation finanziert. In den folgenden Jahren diente die St. Joe Paper Company Edward Ball als Grundlage für die Vergrößerung des Vermögens.
Unmittelbar nach der Gründung der Gesellschaft wurde mit dem Bau der Papierfabrik begonnen. Daneben wurde der Hafen ausgebaut. Um das Unternehmen auf eine sichere Einkommensbasis zu stellen, begann der Erwerb von Waldflächen. Bis 1999 hatte der Besitz eine Fläche von 4450 km² erreicht. Damit war das Unternehmen der größte private Landeigentümer in Florida. Bei der Papier- und Pappenherstellung gehörte St. Joe Paper zu den größten Produzenten in den Vereinigten Staaten. Weiterhin wurden Wellpappenfabriken sowie die Zuckerfabrik Talisman Sugar Corporation erworben.
Ab Mitte der 1940er Jahre wurden Anteile an der Florida East Coast Railway erworben. Ab 1949 begann das Unternehmen gegen eine Übernahme der Bahngesellschaft durch größere Bahngesellschaften zu agieren. 1961 wurde die FEC schließlich übernommen.
1981 starb Edward Ball. In den folgenden 15 Jahren gab es kaum Änderungen an der Ausrichtung des Unternehmens. Die St. Joe Paper Company warf regelmäßig Gewinne ab. Im Verhältnis zu den vorhandenen Vermögenswerten (Grundbesitz, Barreserven) waren diese jedoch eher gering. Dies führte zu Kritik seitens des Alfred I. duPont Testamentary Trust und der durch die Tätigkeit der von der Stiftung finanzierten Nemours Foundation und den begünstigten Staaten Florida und Delaware. Eine Auswirkung war die schrittweise Reduzierung des Aktienbesitzes der DuPont-Stiftung am Unternehmen von 86 % im Jahr 1989 auf 57 % im Jahr 1998 und ab 2006 unter 5 %. Die Aktien wurden bis in die 1990er Jahre kaum auf dem Markt gehandelt und hoch bewertet.
1984 wurde die Florida East Coast Railway zur Tochtergesellschaft der neu gegründeten Florida East Coast Industries. An dieser Holding hielt die St. Joe Paper weiterhin einen Anteil von 54 %.
Schließlich begann Anfang der 1990er Jahre eine Neuausrichtung des Unternehmens. Dies war auch bedingt in der wirtschaftlichen Stagnation in einigen Wirtschaftsbereichen. So ging der Überseehandel im Hafen ab den 1970er Jahren ständig zurück, bis er 1996 zum Erliegen kam. Die Unternehmensentwicklung konzentrierte sich auf die Immobilien- und Grundstücksentwicklung und verkaufte die Tochterunternehmen, die nicht in dieses Konzept passten. Im April 1996 wurden die Telekommunikationsunternehmen und im Mai 1996 die Papier- und Pappenfabrik St. Joe Forest Products Co. sowie die St. Joe Container Company veräußert. Unmittelbar darauf wurde der Name des Unternehmens in St. Joe Company geändert.
Für die Unternehmensleitung konnte ab Januar 1997 der frühere Walt-Disney-Imagineering-Manager Peter S. Rummell gewonnen werden. Rummell begann mit der Entwicklung neuer Bauprojekte in den Bereichen Wohnbebauung, Gewerbe/Industrie, Urlaubsresorts und Freizeitparks. Für die Entwicklung von Gewerbe- und Industriebetrieben erfolgte eine Zusammenarbeit mit der CNL Group und der Codina Group.
Die Immobilienflächen der Florida East Coast Industries entlang der Bahnstrecke sollten für Büro- und Geschäftshäuser vermarktet werden. 1997 wurde eine 74%ige Beteiligung an der in der Wohnimmobilienbranche tätigen Arvida Company erworben. Im Rahmen dieser Neuausrichtung wurde Ende 1997 auch die Zuckerfabrik veräußert. In den folgenden Jahren wurde die aggressive Entwicklung des Immobilienbereiches fortgesetzt. Der 1997 geplante Verkauf von einem Großteil der Waldflächen wurde auf Grund der schwankenden Nachfrage 1999 wieder aufgegeben.
Im Jahr 2000 wurde die Florida East Coast Industries einschließlich der Bahngesellschaft aus dem Unternehmen herausgelöst und eigenständig.
Die wirtschaftliche Entwicklung der St. Joe wurde dadurch jedoch immer stärker von der Entwicklung der Immobilienbranche in Florida und den Vereinigten Staaten abhängig. Dies führte zu einem wirtschaftlichen Einbruch in der zweiten Hälfte der 2000er Jahre.
Anfang 2011 übernahm der Investmentfonds-Manager Bruce R. Berkowitz (Fairholme Capital) die Kontrolle über das Unternehmen und setzte eine neue Unternehmensleitung ein. Zu diesem Zeitpunkt besaß Fairholme 28,9 % der Aktien. Weitere größere Aktienbesitzer waren BlackRock Inc mit 17,7 %, Janus Capital Management mit 13,2 % und T. Rowe Price Associates Inc. mit 11,2 %.

## Unternehmensleitung

### Präsident
- 25. Mai 1936–31. Mai 1940: Sidney Ferguson
- 1. Juni 1940–1968: Edward Ball
- 1968–Juni 1984: Jacob C. Belin
- Juni 1984–Januar 1997: Winfred L. Thornton (ab Juni 1991 CEO)
- Januar 1997–13. Mai 2008: Peter S. Rummell (CEO)
- Oktober 2007–Februar 2011: William Britton Greene[8] (CEO ab 13. Mai 2008)
- Oktober 2011–14. August 2014: L. Park Brady Jr. (CEO)
- 2014–November 2015: Jeffrey C. Keil (Interim CEO)
- seit November 2015: Jorge Gonzalez (CEO)

### Chairman
- 25. Mai 1936–31. Mai 1940: George H. Mead
- 1. Juni 1940–1981: Edward Bell (CEO)
- 1982–Juni 1991: Jacob C. Belin (CEO)
- Juni 1991–Januar 1997: Winfred L. Thornton (CEO)
- Januar 1997–August 2008: Peter S. Rummell (CEO)
- August 2008–Februar 2011: Hugh M. Durden
- seit März 2011: Bruce R. Berkowitz

## Unternehmenssitz
Von 1936 bis 2011 hatte das Unternehmen seinen Sitz in Jacksonville (Florida). Bis 1988 wurden die gleiche Objekte wie der Alfred I. duPont Testamentary Trust genutzt. Danach zog man in angemietete Geschäftsräume.
2011 wurden Geschäftsräume im selbst erschlossenen Gebiet von Watersound bezogen.

## Tochterunternehmen
- Apalachicola Northern Railroad (1933–2002; die St. Joe Company ist weiterhin Eigentümer der seit 2002 an die AN Railway vermieteten Bahnstrecke)
- Florida East Coast Industries (1984–2000)
  - Florida East Coast Railway Company (1961–2000)
  - Gran Central Corporation (1984–2000)
- St. Joe Communications, Inc. (1936–1996)
  - St. Joseph Telephone and Telegraph Company
  - Gulf Telephone Company
  - Florala Telephone Company
- Talisman Sugar Corporation (1972–1997)
- St. Joe Forest Products Co. (1936–1996)
- St. Joe Container Company
- St. Joseph Land and Development Company